# Puszcza Kamieniecka
Puszcza Kamieniecka – kompleks leśny na lewym brzegu Bugu naprzeciw Puszczy Białej. Jej nazwa wzięła się od nazwy XV-wiecznego miasta Kamieniec (dzisiaj jest wsią Kamieńczyk koło Wyszkowa). Jest to las głównie sosnowy i dębowy. Niedaleko Puszczy Kamienieckiej znajdują się Lasy Miedzyńskie. W granicach puszczy leży rezerwat przyrody Fidest.

## Miejscowości na terenie Puszczy Kamienieckiej
- Nadkole
- Lucynów
- Kamieńczyk
- Świniotop
- Pogorzelec
- Starchów
- Gwizdały
- Łochów
- Brzuza
- Jerzyska
- Łosiewice
- Szynkarzyzna
- Ocięte Krupińskie
- Sadowne
- Sadoleś
- Zieleniec
- Mrozowa Wola
- Topór